# Knights of the Old Republic
Knights of the Old Republic è una serie a fumetti appartenente all'Universo espanso di Guerre stellari, uscita nel 2006, pubblicata dalla Dark Horse Comics e scritta da John Jackson Miller. La serie ha preso il posto di Star Wars: Republic, ambientata nel periodo di La minaccia fantasma e in seguito divisa in due libri, includendo Star Wars: Empire ambientato nel periodo di Una nuova speranza. Knights of the Old Republic costituisce il prequel dei due videogiochi, Star Wars: Knights of the Old Republic e Star Wars: Knights of the Old Republic II: The Sith Lords, dai quali ha preso il nome. 
È composta da 56 numeri mensili più uno speciale manuale. In Italia sono stati pubblicati da Panini Comics solamente i volumi raccoglitori dal 2014. La serie è ambientata nel periodo della Vecchia Repubblica, precisamente negli anni 3964-3962 prima della battaglia di Yavin ed è successiva quindi agli archi narrativi del ciclo Le cronache dei Jedi.

## Sviluppo
La serie è stata ideata nel 2005 per festeggiare il ventesimo anniversario dell'acquisizione dei diritti da parte della Dark Horse Comics. Vennero contattati John Jackson Miller ed il disegnatore Brian Ching (impegnati in quel momento in un arco narrativo della serie allora in corso Star Wars: Empire). Dopo un attento studio sui caratteri che più vengono amati dal pubblico nella saga di Star Wars, come il dramma, il cameratismo e l'umanità, Miller si lasciò ispirare da una frase pronunciata dalla Principessa Leila Organa nella versione romanzo di Episodio IV: Una nuova speranza: Erano nel posto sbagliato, nel momento sbagliato, naturalmente sono diventati eroi. Il team creativo si trovò inoltre a prendere in considerazione l'impatto emotivo scaturito nella trilogia prequel dal tradimento di un Padawan nei confronti del proprio maestro Jedi e a valutare l'efficacia di una trama invertita in cui è addirittura un maestro Jedi a tradire i propri allievi.

## Titoli e volumi
| Nr. | Titolo                      | Data pubblicazione USA | Edizione italiana                                   |
| --- | --------------------------- | ---------------------- | --------------------------------------------------- |
| 1   | Inizio parte 1              | 25 gennaio 2006        | Volume 1 - Inizio                                   |
| 2   | Inizio parte 2              | 22 febbraio 2006       | Volume 1 - Inizio                                   |
| 0   | Crocevia                    | 1 marzo 2006           | Volume 1 - Inizio                                   |
| 3   | Inizio parte 3              | 29 marzo 2006          | Volume 1 - Inizio                                   |
| 4   | Inizio parte 4              | 26 aprile 2006         | Volume 1 - Inizio                                   |
| 5   | Inizio parte 5              | 31 maggio 2006         | Volume 1 - Inizio                                   |
| 6   | Inizio parte 6              | 28 giugno 2006         | Volume 1 - Inizio                                   |
| 7   | Flashpoint parte 1          | 26 luglio 2006         | Volume 2 - Flashpoint                               |
| 8   | Flashpoint parte 2          | 20 settembre 2006      | Volume 2 - Flashpoint                               |
| 9   | Ritorno a casa              | 25 ottobre 2006        | Volume 2 - Flashpoint                               |
| 10  | Flashpoint parte 3          | 22 novembre 2006       | Volume 2 - Flashpoint                               |
| 11  | Riunione parte 1            | 27 dicembre 2006       | Volume 2 - Flashpoint                               |
| 12  | Riunione parte 2            | 10 gennaio 2007        | Volume 2 - Flashpoint                               |
| 13  | Days of fear part 1         | 31 gennaio 2007        | Volume 3 - Giorni di paura, notti d'ira             |
| 14  | Days of fear part 2         | 28 febbraio 2007       | Volume 3 - Giorni di paura, notti d'ira             |
| 15  | Days of fear part 3         | 11 aprile 2007         | Volume 3 - Giorni di paura, notti d'ira             |
| 16  | Nights of anger part 1      | 2 maggio 2007          | Volume 3 - Giorni di paura, notti d'ira             |
| 17  | Nights of anger part 2      | 30 maggio 2007         | Volume 3 - Giorni di paura, notti d'ira             |
| 18  | Nights of anger part 3      | 25 luglio 2007         | Volume 3 - Giorni di paura, notti d'ira             |
| 19  | Daze of hate part 1         | 22 agosto 2007         | Volume 4 - Bagliore d'odio, cavalieri di sofferenza |
| 20  | Daze of hate part 2         | 19 settembre 2007      | Volume 4 - Bagliore d'odio, cavalieri di sofferenza |
| 21  | Daze of hate part 3         | 24 ottobre 2007        | Volume 4 - Bagliore d'odio, cavalieri di sofferenza |
|     | Manuale                     | 7 novembre 2007        | /                                                   |
| 22  | Knights of suffering part 1 | 7 novembre 2007        | Volume 4 - Bagliore d'odio, cavalieri di sofferenza |
| 23  | Knights of suffering part 2 | 28 novembre 2007       | Volume 4 - Bagliore d'odio, cavalieri di sofferenza |
| 24  | Knights of suffering part 3 | 28 dicembre 2007       | Volume 4 - Bagliore d'odio, cavalieri di sofferenza |
| 25  | Vettore parte 1             | 30 gennaio 2008        | Tempi Oscuri volume 3 - Vettore                     |
| 26  | Vettore parte 2             | 26 marzo 2008          | Tempi Oscuri volume 3 - Vettore                     |
| 27  | Vettore parte 3             | 23 aprile 2008         | Tempi Oscuri volume 3 - Vettore                     |
| 28  | Vettore parte 4             | 14 maggio 2008         | Tempi Oscuri volume 3 - Vettore                     |
| 29  | Exalted part 1              | 29 maggio 2008         | Volume 5 - Riabilitazione                           |
| 30  | Exalted part 2              | 18 giugno 2008         | Volume 5 - Riabilitazione                           |
| 31  | Turnabout                   | 23 luglio 2008         | Volume 5 - Riabilitazione                           |
| 32  | Vindication part 1          | 20 agosto 2008         | Volume 5 - Riabilitazione                           |
| 33  | Vindication part 2          | 17 settembre 2008      | Volume 5 - Riabilitazione                           |
| 34  | Vindication part 3          | 22 ottobre 2008        | Volume 5 - Riabilitazione                           |
| 35  | Vindication part 4          | 19 novembre 2008       | Volume 5 - Riabilitazione                           |
| 36  | Prophet motive part 1       | 24 dicembre 2008       | Volume 6 - Ambizioni pericolose                     |
| 37  | Prophet motive part 2       | 21 gennaio 2009        | Volume 6 - Ambizioni pericolose                     |
| 38  | Faithful execution          | 18 febbraio 2009       | Volume 6 - Ambizioni pericolose                     |
| 39  | Dueling ambitions part 1    | 18 marzo 2009          | Volume 6 - Ambizioni pericolose                     |
| 40  | Dueling ambitions part 2    | 22 aprile 2009         | Volume 6 - Ambizioni pericolose                     |
| 41  | Dueling ambitions part 3    | 20 maggio 2009         | Volume 6 - Ambizioni pericolose                     |
| 42  | Masks                       | 17 giugno 2009         | Volume 7 - Distruttrice                             |
| 43  | The reaping part 1          | 15 luglio 2009         | Volume 7 - Distruttrice                             |
| 44  | The reaping part 2          | 19 agosto 2009         | Volume 7 - Distruttrice                             |
| 45  | Distruttrice parte 1        | 16 settembre 2009      | Volume 7 - Distruttrice                             |
| 46  | Distruttrice parte 2        | 21 ottobre 2009        | Volume 7 - Distruttrice                             |
| 47  | Demone parte 1              | 18 novembre 2009       | Volume 8 - Demone                                   |
| 48  | Demone parte 2              | 23 dicembre 2009       | Volume 8 - Demone                                   |
| 49  | Demone parte 3              | 20 gennaio 2010        | Volume 8 - Demone                                   |
| 50  | Demone parte 4              | 17 febbraio 2010       | Volume 8 - Demone                                   |
| 51  | Guerra parte 1              | 11 gennaio 2012        | Volume 9 - Guerra                                   |
| 52  | Guerra parte 2              | 8 febbraio 2012        | Volume 9 - Guerra                                   |
| 53  | Guerra parte 3              | 14 marzo 2012          | Volume 9 - Guerra                                   |
| 54  | Guerra parte 4              | 11 aprile 2012         | Volume 9 - Guerra                                   |
| 55  | Guerra parte 5              | 9 maggio 2012          | Volume 9 - Guerra                                   |

## Trama

### Inizio
- Testi: John Jackson Miller
- Disegni: Brian Ching
- Colori: Michael Atiyeh
- Pubblicazione italiana: 31 marzo 2014

Sono trascorsi 30 anni dalla fine della guerra contro i Sith, ora la minaccia per la Repubblica viene dalle Guerre mandaloriane. I Jedi sono impegnati in prima linea sia combattendo sul fronte della battaglia e sia mantenendo l'ordine nei pianeti, tra cui la città-pianeta di Taris.

#### Crocevia
Marn Hierogryph, uno snivvian soprannominato semplicemente Gryph, è un contrabbandiere di armi e tecnologia impegnato in una illecita transazione quando viene interrotto dal padawan Zayne Carrick. L'apprendista Jedi è però talmente maldestro da incastrare il mantello nei comandi del suo speeder ed essere trascinato via. Viene salvato da Squint, un cavaliere Jedi in procinto di partire per recarsi al fronte della guerra. Squint non condivide la filosofia del consiglio degli Jedi di continuare a vigilare su di un possibile ritorno dei Sith e preferirebbe una partecipazione più massiccia alla guerra in corso. Nel frattempo, il Jedi consolare Q'anilia percepisce l'arrivo di una misteriosa minaccia.

#### Inizio parte 1
Zayne interrompe un altro affare di Gryph ma ancora una volta non riesce ad arrestarlo precipitando direttamente nella sala del banchetto che il Maestro Lucien Draay ed i Jedi consolari stanno preparando per la promozione dei giovani allievi. Mentre è impegnato a ripagare i danni alla sala, il giovane padawan rivede in azione Gryph e stavolta riesce ad arrestarlo. Dopo averlo immobilizzato nel suo speeder, Zayne si reca al banchetto ma al suo arrivo trova tutti i compagni a terra, uccisi dai loro maestri Jedi, in piedi davanti a loro. Temendo di subire lo stesso destino, il giovane padawan fugge via.

#### Inizio parte 2
Calandosi da un tunnel, Zayne raggiunge lo speeder in cui è ancora imprigionato Gryph ed insieme fuggono via per poi nascondersi in un compattatore di rifiuti che li trasporta nella città bassa di Taris. Apprendono da un ologramma pubblicitario che il padawan è ricercato dalla polizia locale perché accusato di aver ucciso i suoi compagni e che Gryph è considerato suo complice. Dopo aver trovato riparo in un pub kedorzhano, i due fuggitivi decidono di lasciare il pianeta e questo comporta viaggiare nel sottocittà di Taris. 

#### Inizio parte 3
Zayne ricorda il momento dell'addestramento in cui, assieme ai suoi compagni, era stato mandato sulla luna vagabonda di Taris a sconfiggere la paura degli asteroidi. Gryph lo sveglia quando vengono fermati da una gang di cacciatori di taglie Vulkar che però li lasciano andare per evitare le complicazioni legali necessarie a riscuotere l'eventuale taglia. Al crocevia di Machineville vengono attaccati da Jarael, amica e protettrice dell'anziano inventore arkaniano Camper, perché i fatti di cui è accusato Zayne hanno sfiduciato potenziali clienti della tecnologia che ricicla l'arkaniano. L'arrivo della polizia e successivamente dei Jedi costringono però Jarael e Camper a fuggire assieme a Zayne e Gryph a bordo della Ultimo Rifugio, l'astronave per trasporto rottami della loro attività.

#### Inizio parte 4
Rifugiatosi all'interno di un anello di asteroidi, Zayne si mette in contatto radio col suo vecchio maestro Vandar Tokare, gestore dell'accademia Jedi sul pianeta Dantooine, che però non crede al racconto del giovane padawan. A questo punto, Zayne trova strano che su Taris ci fossero ben 4 Jedi consolari contemporaneamente e decide di cercare le risposte sull'ultimo posto in cui è stato assieme ai suoi ex-compagni e i maestri: la luna vagabonda di Taris. Sceso sulla superficie assieme a Jarael, Zayne trova i resti del droide TI-LB, anche lui presente quel giorno e misteriosamente precipitato in un crepaccio. Forse la memoria olografica del droide ha registrato qualcosa ma proprio in quel momento sopraggiungono Lucien Draay e gli altri maestri Jedi.

#### Inizio parte 5
Sfuggiti nuovamente alla cattura grazie all'arrivo di Gryph e della Ultimo rifugio, Zayne e Jarael consegnano i resti del droide a Camper che riesce a rimetterlo in funzione. La memoria olografica di LB mostra cosa è accaduto sulla luna vagabonda di Taris mentre i padawan stavano eseguendo la loro ultima prova: i Jedi consolari hanno avuto tutti la stessa visione di un imminente attacco alla Repubblica da parte dei Sith guidati da un signore del Lato oscuro che indossa l'armatura usata in quel momento dai padawan. Lucien e alcuni maestri Jedi volevano uccidere sin da subito i padawan per scongiurare con certezza il pericolo, altri invece si opposero rimandando la decisione al consiglio Jedi su Coruscant. A quel punto si accorgono di LB e lo fanno precipitare nel crepaccio. Zayne ora conosce la verità ma proprio in quel momento vengono agganciati e catturati dall'astronave del cacciatore di taglie Valus. Gryph ottiene la liberazione per sé, Jarael e Camper ma non può nulla contro la ormai enorme taglia sul giovane padawan che accetta di consegnarsi.

#### Inizio parte 6
Zayne viene consegnato dal capitano Ying a Lucien Draay. Mentre il cacciatore di taglie attende di essere pagato assiste al chiarimento tra maestro e padawan: è lo stesso Lucien ha spiegare a Zayne l'esistenza di una segreta associazione di Jedi consolari che usa la preveggenza allo scopo di vigilare su di un possibile ritorno dei Sith. Inoltre viene spiegato al giovane allievo che non era lui la vittima prestabilita ma il suo ex-compagno Shad, insospettito dallo strano comportamento dei Jedi e dall'indossare le spade laser alla cerimonia nonostante fosse proibito. Costretti dalle richieste di spiegazioni di Shad, i maestri Jedi commettono l'efferato delitto proprio al momento dell'arrivo di Zayne che, fuggendo, diventa il nuovo capro espiatorio. A questo punto i maestri Jedi si impossessano dell'astronave di Ying per raggiungere gli amici di Zayne ma vengono interrotti da un individuo misterioso in tuta rossa che simula la visione Sith dei veggenti per disorientarli e liberare Zayne. Si tratta di Jarael, tornata a liberarlo assieme a Gryph e Camper, perché impressionata dal sacrificio che il giovane padawan era disposto a fare per loro.
Zayne Carrick riesce così a sfuggire per la seconda volta ai Jedi e questo fatto mette in cattiva luce i maestri che non riescono più a sedare i tanti disordini scoppiati sul pianeta Taris e dopo alcune settimane vengono richiamati su Coruscant. Prima di partire ricevono un messaggio di Zayne: il giovane padawan avverte i 5 Jedi che cercherà di riabilitare il suo nome e che verrà a cercarli uno per uno.
- Continuità: il più grande timore dell'associazione Jedi è che possa ripetersi il tradimento di un altro padawan come già accaduto con Exar Kun, la cui storia viene raccontata nel volume Le Cronache dei Jedi: Gli oscuri signori dei Sith e nel videogioco Star Wars: Knights of the Old republic.

### Flashpoint
- Testi: John Jackson Miller
- Disegni: Dustin Weaver (Flashpoint parti 1,2,3), Brian Ching (Ritorno a casa), Harvey Tolibao (Riunione parti 1 e 2)
- Colori: Michael Atiyeh, Jay David Ramos (Riunione parti 1 e 2)
- Pubblicazione italiana: 9 ottobre 2014

Zayne ed i suoi amici si dirigono verso il fronte della guerra tra Jedi e Mandaloriani per continuare la latitanza e trovare contemporaneamente anche i rifornimenti necessari.

#### Flashpoint parte 1
Sul pianeta Vanquo, una colonia mineraria ai confini dello spazio controllato dalla Repubblica, Zayne si finge un profugo in cerca di cibo per penetrare nell'avamposto dei soldati. Sfruttando i poteri mentali della Forza e un falso messaggio d'allarme jedi impersonato invece da Jarael, il giovane padawan convince tutti i soldati di un imminente attacco mandaloriano e li mette in fuga per poter così saccheggiare i rifornimenti della struttura. Mentre Jarael continua a destreggiarsi divertita con la spada laser di Zayne, Gryph e Camper caricano tutto il possibile sulla Ultimo Rifugio, ma all'improvviso atterrano veramente sul pianeta i soldati mandaloriani. Jarael viene catturata e portata via mentre un soldato blocca Zayne ma, invece di ucciderlo, salta a bordo della Ultimo Rifugio.

#### Flashpoint parte 2
L'esercito della Repubblica non è in rotta come sembra. L'avanzata mandaloriana su Vanquo era stata architettata e prevista dal capitano della Repubblica Karath per rafforzare il fronte su Taris. Il soldato mandaloriano Rohlan viene folgorato ed è immobilizzato da Camper, furioso per il rapimento di Jarael. Il vecchio meccanico imposta la rotta della Ultimo Rifugio seguendo il tracciatore della ragazza e l'astronave salta nell'iperspazio. A questa notizia, Rohlan racconta a tutti la sua storia di glorioso soldato mandaloriano caduto però in disgrazia perché desideroso di conoscere la verità e anticipa ai compagni di viaggio la destinazione: Flashpoint, una stazione di ricerca guidata da Demagol, biologo mandaloriano studioso dei poteri degli Jedi. Jarael si risveglia prigioniera ed in compagnia di altri Jedi catturati prima di lei. Uno dei prigionieri, Squint, intuisce che lei non è una Jedi.

#### Flashpoint parte 3
Rohlan inganna le sentinelle di guardia su Flashpoint comunicando via radio di avere con sé un prigioniero jedi e atterra sulla stazione spaziale. Zayne viene condotto prigioniero da Demagol che viene stordito alle spalle dal soldato mandaloriano. Indossata la tuta di Demagol, Zayne e Rohlan passeggiano per la stazione spaziale seminando bombe in tutte le strutture di schermatura dai raggi del sole. Un video messaggio di Gryph, che si spaccia per ammiraglio dell'incrociatore Glomkettle della Repubblica, getta nello sconforto i soldati mandaloriani che assistono impotenti all'esplosione di tutte le strutture e decidono di fuggire da Flashpoint con le loro astronavi. Rohlan (con Demagol prigioniero), Squint e tutti gli altri Jedi liberati partono per Coruscant mentre Zayne, Jarael e gli altri ritornano alla loro latitanza.

#### Ritorno a casa
Lucien Dray e gli altri componenti dell'Associazione vengono richiamati su Coruscant dal Consiglio degli Jedi e giudicati in maniera negativa per i loro fallimenti come insegnanti. Il Consiglio decide di separare i cinque jedi e di riassegnarli ciascuno ad un incarico in zone lontane tra loro della Repubblica. Questa decisione non scoraggia però i progetti dei cinque componenti di continuare a dare la caccia a Zayne. Lucien Dray si reca poi a casa della madre, una veggente jedi da tempo estraniatasi dal mondo: alcuni flashback del passato mostrano il dolore della madre per la perdita del marito durante la Guerra dei Sith e la continua sfiducia nelle doti jedi del figlio, a cui preferisce l'addestramento della giovane veggente Q'Anilia. L'insegnante di Lucien, un ex padawan chiamato Haazen, convince la madre del jedi a creare l'Associazione con lo scopo di prevenire una futura minaccia da parte dei Sith e fa del giovane jedi il suo aiutante pratico ed organizzatore.

#### Riunione parte 1
Camper e Jarael, travestiti da barone Margryph e dalla sua assistente Chantique, si recano a Telerath, una banca interstellare con tanto di villaggio turistico per i clienti, nel tentativo di sbloccare con uno stratagemma il conto bancario di Gryph. Come loro mediatore, la banca manda il consulente Arvan. Durante la trattativa irrompono sulla scena i fratelli Moomo, due ithoriani ingenui che rapiscono il consulente. Zayne e Gryph, rimasti in ascolto per tutta la durata della trattativa, decidono di intervenire ma a questo punto Zayne scopre che il consulente è suo padre.

#### Riunione parte 2
I fratelli ithoriani vengono severamente rimproverati dalla loro mandante, la maestra jedi Raana, per non aver rispettato gli ordini di limitarsi ad osservare il consulente Arvan. In perenne disaccordo tra di loro, uno dei fratelli si lascia ingannare da Gryph che gli promette di consegnare loro Zayne. Si tratta in realtà di un espediente per permettere al giovane padawan di liberare il padre e scoprire che il suo inspiegabile trasferimento a Telerath era stato architettato dalla fondazione Dray, gestita dalla famiglia del maestro Lucien, per poter attirare Zayne in una trappola. Per non mettere nuovamente in pericolo la sua famiglia, il giovane padawan ha la brillante idea di far trasferire il padre alla gestione finanziaria dell'Accademia Jedi del suo ex maestro Vandar Tokare sul pianeta Dantooine.